# Volker Baer
Volker Baer (* 1930 in Nürnberg; † 4. August 2016 in Berlin) war ein deutscher Journalist und Publizist. Schwerpunkte seiner Arbeit waren die Bereiche Kultur und Film. Er schrieb Film- und Buchrezensionen, Kommentare, Glossen und Porträts.
Baer schrieb seit den 1950er Jahren über Kino und Filmpolitik. Sein Lebenswerk besteht aus rund siebentausend Zeitungs- und Zeitschriftenartikeln. Darunter sind „Reflexionen aus den bewegten Jahren zwischen Mauerbau und Mauerfall, Betrachtungen zum osteuropäischen Kino, Auseinandersetzungen mit Film und Filmemachern der NS-Zeit, penible Recherchen zum Kino der Bundesrepublik und seinen Institutionen vor und nach 1990. […] Es wurde zur Chronik laufender kulturpolitischer Ereignisse, zu einem faszinierenden Kompendium der Zeitgeschichte.“
Als langjähriger Filmkritiker des Tagesspiegels hat er die deutsch-deutsche Geschichte im Spiegel der Filmproduktionen beobachtet und begleitet. 
Beim cinefest – Internationales Festival des deutschen Film-Erbes 2009 erhielt er den Reinhold Schünzel-Preis für seine Verdienste um das deutsche Filmerbe verliehen.

## Schriften
- (Red.): Stiftung Kuratorium Junger Deutscher Film. Entwicklung, Zielsetzung, Ergebnisse. Hrsg.: Stiftung Kuratorium Junger Deutscher Film. Stiftung Kuratorium Junger Deutscher Film, Wiesbaden 1984.
- Von den Schwierigkeiten regionaler Filmforschung. In: Joachim Steffen, Jens Thiele, Bernd Poch (Hrsg.): Spurensuche. Film und Kino in der Region. Dokumentation der 1. Expertentagung zu Fragen regionaler Filmforschung und Kinokultur in Oldenburg. Oldenburg 1993, ISBN 3-8142-0444-1, S. 49–53. (online)
- mit Moritz de Hadeln: Closing the book. 1979–2001. Hrsg. Internationale Filmfestspiele Berlin. Übersetzung: Nathalie Gravenor und Wilfried Prantner. Internationale Filmfestspiele, Berlin 2001.
- Worte – Widerworte. Texte zum Film 1959–2007. Hrsg. Ralf Schenk. Schüren, Marburg 2009, ISBN 978-3-89472-667-6.